# Balkon (Manet)
Balkon (francosko Le balcon) je oljna slika iz leta 1868-69 francoskega slikarja Édouarda Maneta. Na balkonu so prikazane štiri figure, od katerih ena sedi; slikarka Berthe Morisot, ki se je leta 1874 poročila z Manetovim bratom Eugènom. V centru je slikar Jean Baptiste Antoine Guillemet. Na desni strani je Fanny Claus, violinistka. Četrta figura, delno zakrita v ozadju notranjosti, je verjetno Léon Leenhoff, Manetov sin.  Razstavljena je bila na pariškem salonu leta 1869, Manet pa jo je obdržal do svoje smrti leta 1883. Leta 1884 je bila prodana slikarju Gustaveu Caillebotteju, ki jo je leta 1894 prepustil francoski državi. Danes je v  Musée d'Orsay v Parizu.

## Navdih in opis
Slika, ki jo je navdihnila Maje na balkonu (Las majas en el balcón) Francisca Goye, je nastala ob istem času in z istim namenom kot Zajtrk na travi v studiu.
Trije liki, ki so bili vsi Manetovi prijatelji, se zdijo ločeni drug od drugega: medtem ko Berthe Morisot na levi izgleda kot romantična in nedostopna junakinja, se zdi, da mlada violinistka Fanny Claus in slikar Antoine Guillemet kažeta ravnodušnost. Fant v ozadju je verjetno Manetov sin Léon. Tik za ograjo je hortenzija v keramičnem loncu in pes z žogo pod Morisotinim stolom. 
To je bil prvi portret Morisotove pri Manetu. Manet je preoblikoval barvno paleto, v kateri prevladujejo bela, zelena in črna, z naglasom modre (Guillemetova kravata) in rdeče (Morisotina pahljača).
Manet je opravil številne pripravljalne študije in večkrat posnel štiri osebe: Guillemeta petnajstkrat. Pripravljalna študija za je bila naslikana v Boulogne-sur-Mer leta 1868. Ta nedokončani portret Fanny Claus, najbližjega prijatelja Manetove žene Suzanne Leenhoff; Claus se je leta 1869 poročila z Manetovim prijateljem Pierreom Prinsom. Delo je bilo kupljeno po Manetovi smrti v studijski prodaji Johna Singerja Sargenta. Portret je bil viden le enkrat v javnosti, odkar je bil prvič naslikan leta 1868. Leta 2012 pa je  Ashmolovemu muzejuv Oxfordu uspelo zbrati sredstva za njeno pridobitev in jo trajno obdržati v javni zbirki v Združenem kraljestvu. 

## Sprejem
Slika ni bila dobro sprejeta, ko je bila razstavljena na Pariškem salonu leta 1869. Agresivna in drzno zelena ograja balkona je pritegnila veliko pozornosti, kar dokazuje članek o delu Grand dictionnaire universel du XIXe siècle iz leta 1878 , »Ta slika je bila razstavljena na Salonu leta 1869 in je ena izmed tistih, ki so prispevale k oblikovanju tega ugleda ekscentričnosti realnega, tega ugleda slabega okusa, ki je bil pripisan gospodu Manetu«. Mediji so sliko obravnavali kot »neskladno«. Kontrast barv (ozadje popolnoma črno, beli obrazi in oblačila, modra kravata moškega in zelena ograja) prispevajo k ustvarjanju vzdušja »skrivnosti«.
Manet se je namerno izogibal vsakršnemu občutku povezave med figurami in jih obravnaval bolj kot predmete v mrtvem življenju kot žive ljudi. Nihče od njih ne gleda na drugega. En komentator, karikaturist Cham, je sarkastično pozval k zapiranju naoknic. Morisotova sama je rekla: »Je suis plus étrange que laide«; Albert Wolff ga je opisal kot »grobo umetnost« na »ravni hišnih slikarjev«.
Manet je sliko hranil do svoje smrti leta 1883 in jo obesil v bližini svoje slike Olympia. Kupljena je bila ob prodaji Manetovega posestva februarja 1884, ko je Gustave Caillebotte plačal 3000 frankov. Caillebotte jo je prikazal na vidnem mestu v svoji hiši na Gennevilliersu. Ob njegovi smrti leta 1894 je Caillebotov testament zapustil sliko, z drugimi deli, francoski državi. Razstavljena je bila v Musée du Luxembourg od leta 1896 do 1929, nato pa v muzeju Louvre do leta 1986 (od leta 1947, v Galeriji nationale du Jeu de Paume). Leta 1986 je bil prenesena v Musée d'Orsay.
Surealist René Magritte je naslikal Perspective II: Manetov balkon leta 1950, komentar na to delo. Na balkonu so štiri krste (ena "sedi") namesto štirih ljudi. Michel Foucault je povedal za Magrittovo sliko, »C'est bien cette limite de la vie et de la mort, de la lumiere et de l'obscurité, qui est là, manifestée par ces trois personnages« (To je meja življenja in smrti, svetlobe in teme, ki je tam, ki se kaže s temi tremi značaji) . Magritte je povedal Foucaultu: »Zame je postavitev Balkona ponudila primeren prostor za postavitev krst«. Mehanizem »pri delu tukaj bi lahko bil predmet naučenega pojasnila, ki ga ne morem zagotoviti. Nedvomno, vendar to ne bi naredilo nič manj skrivnostnega«. 

## Galerija
- The Majas at the balcony, by Francisco Goya, private collection, Switzerland
- Detail
- Portrait of Mademoiselle Claus, by Édouard Manet, Ashmolean Museum